# Bandidos
Bandidos je bila blagovna znamka mešane pijače s pivom z dodatkom arom Pivovarne Laško, uvedena leta 2003. Ukinjena je bila leta 2015. Namenjena je bila predvsem mladim, novosti željnim pivcem.   
Pivovarna je pivo te znamke prozvajala v različnih okusih:   
- Bandidos Tequila (od l. 2003; v prodaji tudi v Veliki Britaniji)
- Bandidos Ice (od l. 2005; najbolj priljubljen)
- Bandidos Hot (2006–2007; eno najslabše prodajanih piv)
- Bandidos Light Lemon (2006–2009; slabo prodajan)
- Bandidos Power (2007–2010)
- Bandidos Cuba Libre (od l. 2009)
- Bandidos Sun (od l. 2011)

Leta 2005 je pivom Bandidos z izjemo okusa Ice prodaja padala. Leta 2008 je Pivovarna Laško z belorusko pivovarno Krinica sklenila licenčno pogodbo za proizvodnjo Bandidosa.  
Spomladi leta 2010 je Bandidos spremenil celostno podobo in dobil nov slogan: Za vedno. Ukinili so tudi polnitev v pločevinke. Oglase je izdelala agencija Luna TBWA.  